# Eudox de Rodes
|  | No s'ha de confondre amb Eudox (poeta còmic), Eudox de Cízic, o Eudox de Cnidos. |

Eudox de Rodes (grec antic: Εὔδοξος, llatí: Eudoxus) fou un historiador de l'antiga Grècia natural de l'illa de Rodes. Es desconeix l'època en què va viure i no es conserva res de la seva obra. Solament és conegut per mencions breus d'altres autors antics.